# Заєць Володимир Володимирович (спортсмен)
Володимир Володимирович Заєць (азерб. Vladimir Zayets) — азербайджанський легкоатлет-паралімпієць, який виступає в категорії інвалідності F12. Бронзовий призер літніх Паралімпійських ігор 2008 року та срібний літніх Паралімпійських ігор 2012 року (потрійний стрибок) і бронзовий призер літніх Паралімпійських ігор 2012 року (естафета 4×100 метрів). Переможець чемпіонату світу 2013 року у потрійному стрибку (категорія T12) срібний призер чемпіонату світу 2006 років, бронзовий призер 2011 та чемпіон Європи 2012 у потрійному стрибку.